# Abierto Mexicano Telcel 2012
Die Abierto Mexicano Telcel 2012 waren ein Tennisturnier der WTA Tour 2012 für Damen und ein Tennisturnier der ATP World Tour 2012 für Herren in Acapulco und fanden zeitgleich vom 27. Februar bis zum 3. März 2012 statt.
Titelverteidiger im Einzel war David Ferrer bei den Herren sowie Gisela Dulko bei den Damen. Im Herrendoppel die Paarung Victor Hănescu und Horia Tecău, im Damendoppel die Paarung Marija Korytzewa und Ioana Raluca Olaru die Titelverteidiger.

## Herrenturnier
→ Hauptartikel: Abierto Mexicano Telcel 2012/Herren

## Damenturnier
→ Hauptartikel: Abierto Mexicano Telcel 2012/Damen